# Ray Farrell
Raymond Farrell (8 maart 1957) is een Brits dartspeler uit Noord-Ierland.

## Carrière
Farrell bereikte de finale van de Winmau World Masters in 1985. Farrell versloeg Vic Baxendale, Bobby George, Jan Erik Paulsen, Steve Gittins en Tony Payne voordat hij uiteindelijk werd geslagen door Dave Whitcombe. Farrell speelde toen in drie opeenvolgende BDO World Darts Championships. Farrell verloor in de eerste ronde in elke gelegenheid. In 1987 verloor hij met 2-3 van Alan Evans, in 1988 verloor hij met 1-3 van Eric Bristow en in 1989 werd hij verslagen door Peter Evison met 1-3. In 1984 haalde Farrell met Noord-Ierland van Steve Brennan, David Keery en Fred McMullan de tweede plaats op de WDF Europe Cup Teams. In 1987 herhaalde Farrell met Noord-Ierland van Louis Doherty, Charlie Maxwell en Fred McMullan dat resultaat op de WDF World Cup Teams.
Vanaf 2003 speelde Farrell voor de Professional Darts Corporation. In 2007 plaatste Farrell zich wel voor de UK Open. Hij haalde de laatste 96. Farrell kwam dicht bij de kwalificatie voor de PDC World Darts Championship in 2009. Farrell verloor van Mark Stephenson. Farrell kwam ook dicht bij de kwalificatie voor de World Grand Prix in Ierland in 2009, maar haalde dat niet.

## Resultaten op wereldkampioenschappen

### BDO
- 1987: Laatste 32 (verloren van Alan Evans met 2-3)
- 1988: Laatste 32 (verloren van Eric Bristow met 2-3)
- 1989: Laatste 32 (verloren van Peter Evison met 1-3)

### WDF
- 1985: Laatste 32 (verloren van Paul Lim met 1-4)
- 1987: Voorronde (verloren van Bert Vlaardingerbroek)